# Тайнінська (платформа)
Тайнінська — зупинний пункт/пасажирська платформа Ярославського напрямку Московської залізниці у місті Митищі Московської області.
Розташована в південній частині міста Митищі. Спочатку платформа була розташована у дачному селищі Тайнінське.
Складається з трьох платформ, двох берегових і однієї острівної, сполучених між собою надземним переходом. Платформа на Москву зміщена на північ. Реконструйовано в 2003 — 2004 роках. Центральна острівна платформа майже не використовується. III колія платформи не має.
В 2013 році платформа була обладнана турнікетами.
Час руху від Москва-Пасажирська-Ярославська 26 хвилин.